# Павел Препростый
Павел Препростый — отшельник IV века, ученик Антония Великого, преподобный. Память 4 (17) октября и 7 (20) марта.
Был земледельцем. До старости жил в мире и терпеливо переносил оскорбления от своей злой жены. Уличив её в измене, Павел ушёл в пустыню, к преподобному Антонию Египетскому, и здесь безропотным послушанием в короткое время достиг высокого совершенства.
За многолетний подвиг Господь даровал Павлу прозорливость, власть изгонять бесов. Когда к преподобному Антонию привели бесноватого юношу, он направил больного к преподобному Павлу со словами: «Великие в вере могут изгонять только малых бесов, а смиренные, как Павел Препростый, имеют власть над князьями бесовскими».
Скончался Павел в 340 году.